# Церковь Святой Марии (Пирна)
Церковь Святой Марии, Мариенкирхе нем. Marienkirche — главная евангелическая церковь саксонского города Пирна. Одна из крупнейших готических церквей Саксонии.
Строительство храма завершено в середине XVI века и является ярким примером поздней готики.

## История

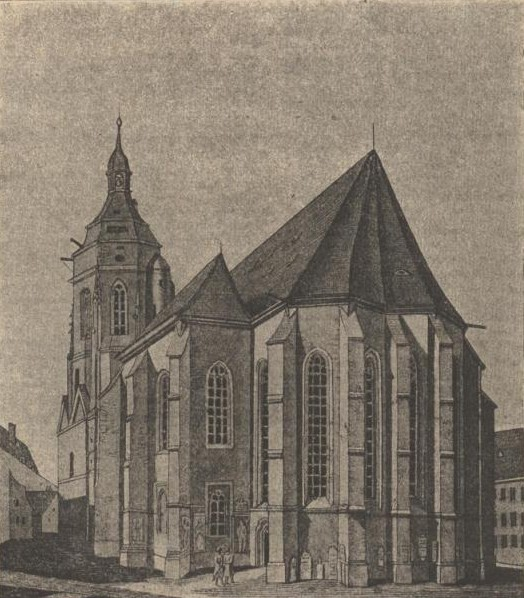
Церковь в 1800 году

Остатки более ранней церкви XIII века были обнаружены во время земляных работ в 1890 году внутри нынешней церкви.
Колокольня храма была построена между 1466 и 1479 годами.
Строительство церкви было начато в 1502 году под руководством архитектора Петера Ульриха.
После смерти Петера Ульриха в 1514 году, строительство возглавил другой архитектор Маркус Рибиш. К 1523 году были возведены стены восточной части и строительство было остановлено из-за нехватки средств. Только в 1537 году строительство возобновилось уже под руководством Вольфа Блехшмидта. К 1545 году были закончены своды. Церковь была завершена в 1546 году. Имеет длину 65 м и ширину 35 м. Центральный неф имеет высоту 17,80 м, боковые нефы всего на 20 см ниже.
В 1571 году в западной и северной частях церковного зала были построены каменные галереи.
1888—1890 церковь была отреставрирована. В то же время была построена и южная галерея, спроектированная точно так же, как и галереи западной и северной стороны.
В 2005 году церковь была вновь отреставрирована.

## Убранство
Богато украшенный росписями нервюрный сетчатый свод трехнефного храма держится на восьми колоннах. В восточной части свода можно наблюдать необычные элементы, такие как выступающие спиральные ребра, два ребра-ветви под которыми находятся фигуры мужчины и женщины, выступающие в интерьер. Нервюры алтарного свода выполнены в виде так называемого «рыбьего пузыря» (нем. Fischblase) и также украшены росписями. Росписи свода, которые снабжены латинскими пояснениями и приписываются художнику Йобсту Дорндорфу, и были выполнены в 1546 году. Претерпев незначительные изменения во время реставрационных работ в прошлом, большинство росписей сохранились в первоначальном виде.
Кафедра была создана приблизительно в 1520 году скульптором из Фрайберга Францем Майдбургом.
В 1561 году была установлена купель с постаментом, на котором высечены 26 маленьких детских фигурок, который сохранился до наших дней (автор — скульптор из Дрездена Кристоф Крамер). Верхняя часть была утрачена и в ходе реставрации 1888—1890 гг. была заменена на новую, выполненную в стиле неоренессанс с изображениями Всемирного потопа, крещения Иисуса Христа и омовения ног.
Роскошный многоярусный алтарь из песчаника был изготовлен братьями Швенке в 1609—1612 гг.. На рельефах изображены сцены из Ветхого и Нового Заветов с воскресением Христа в центре.

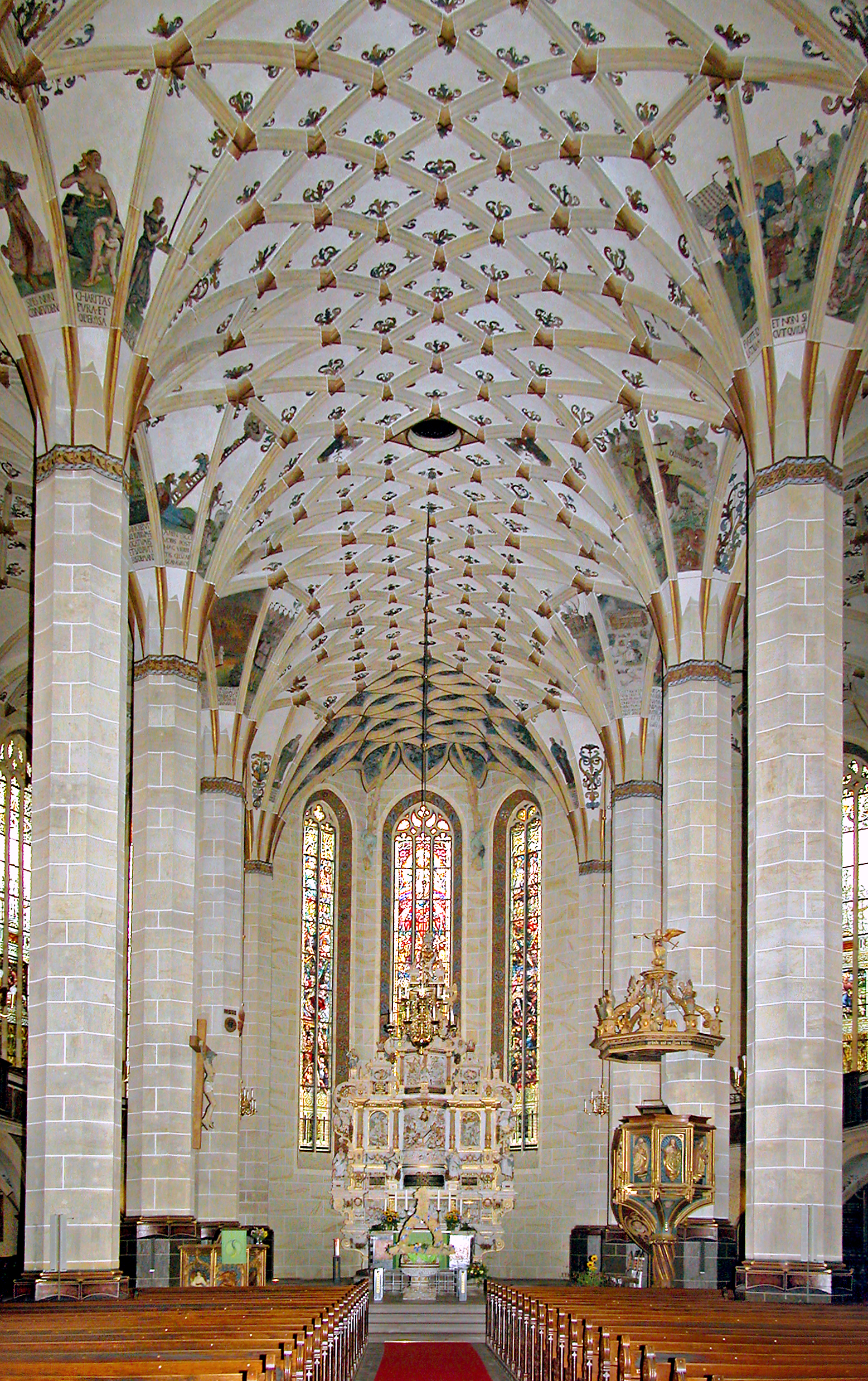
Интерьер
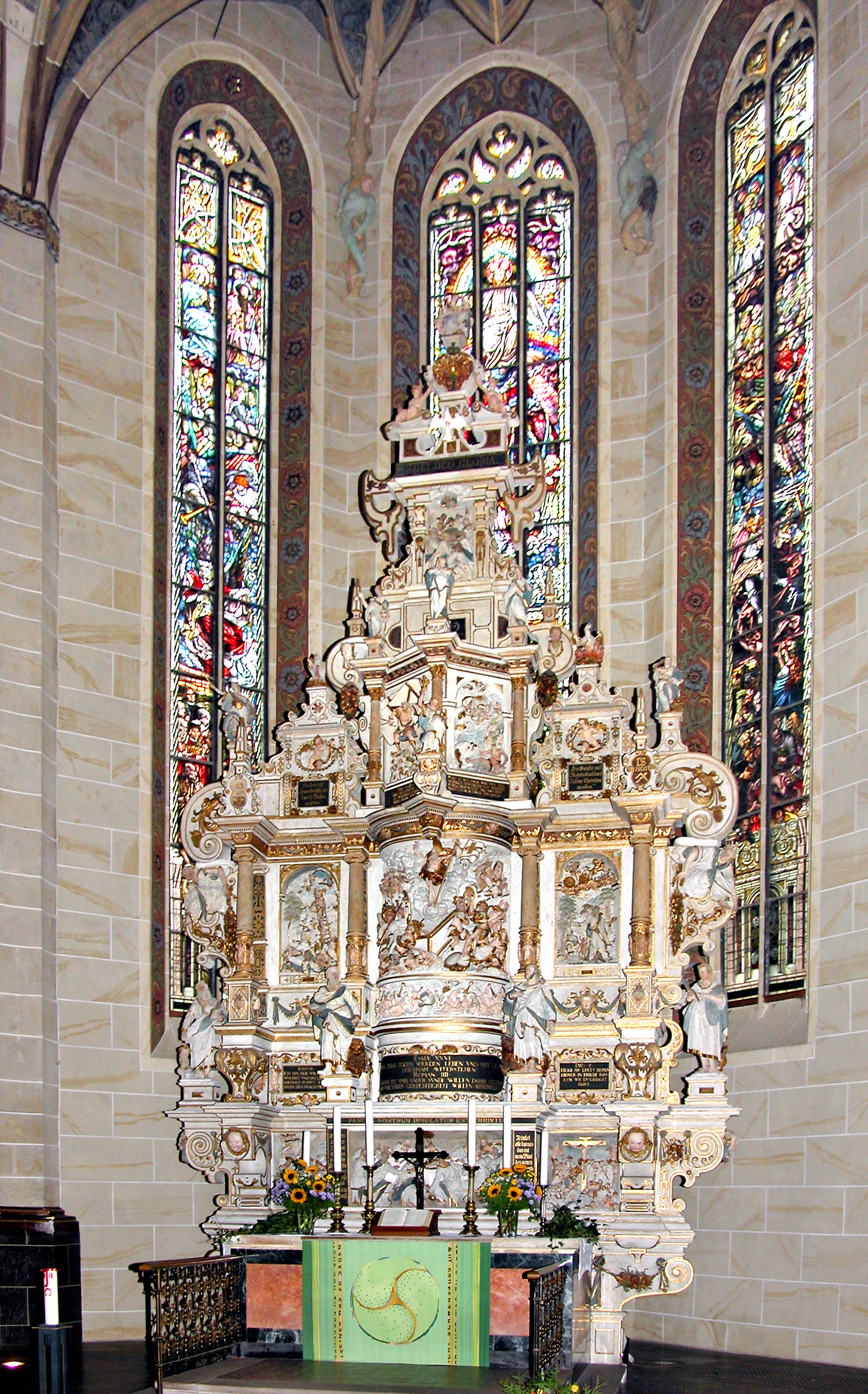
Алтарь (1609-1612)
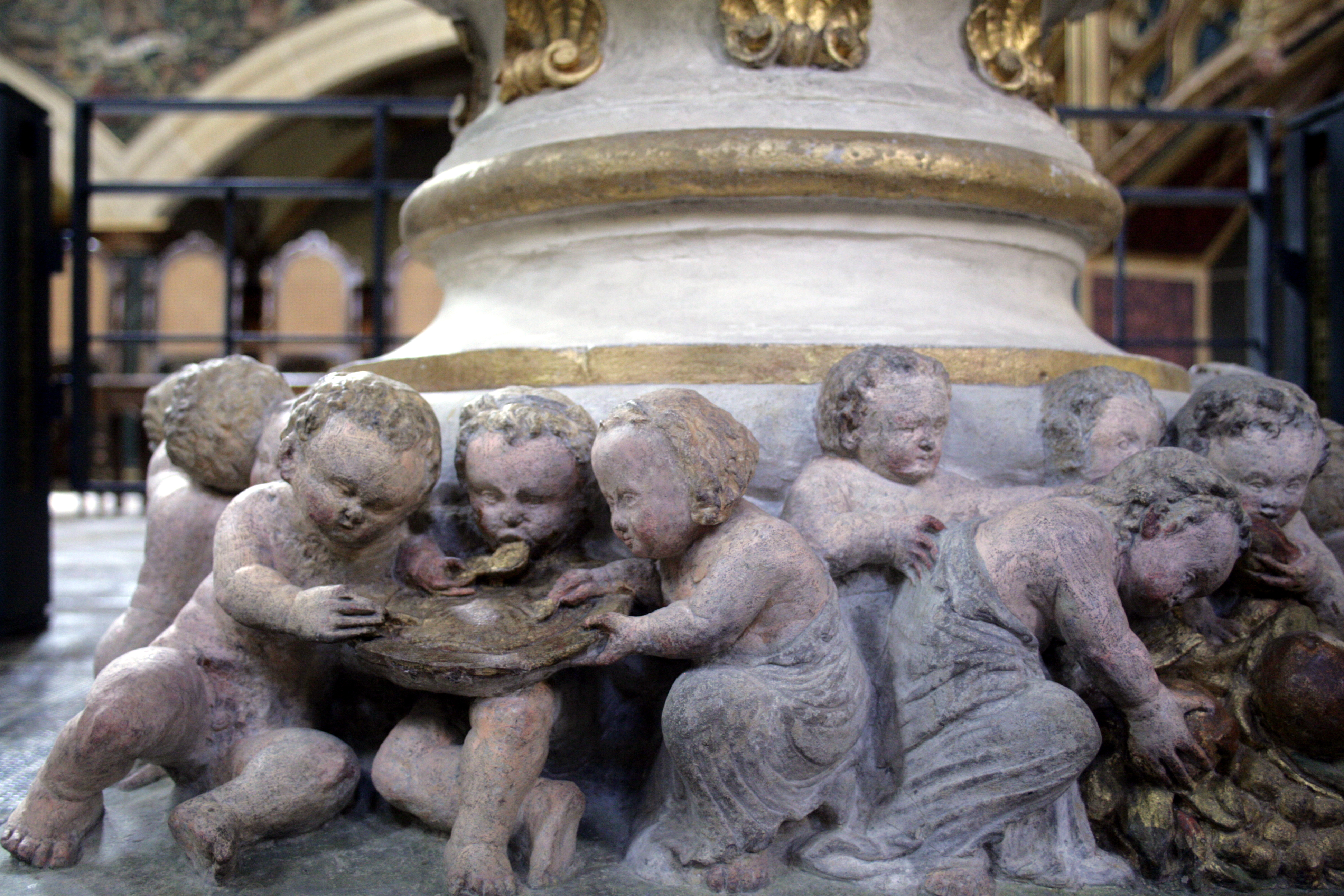
Детские фигуры на постаменте купели (1561)
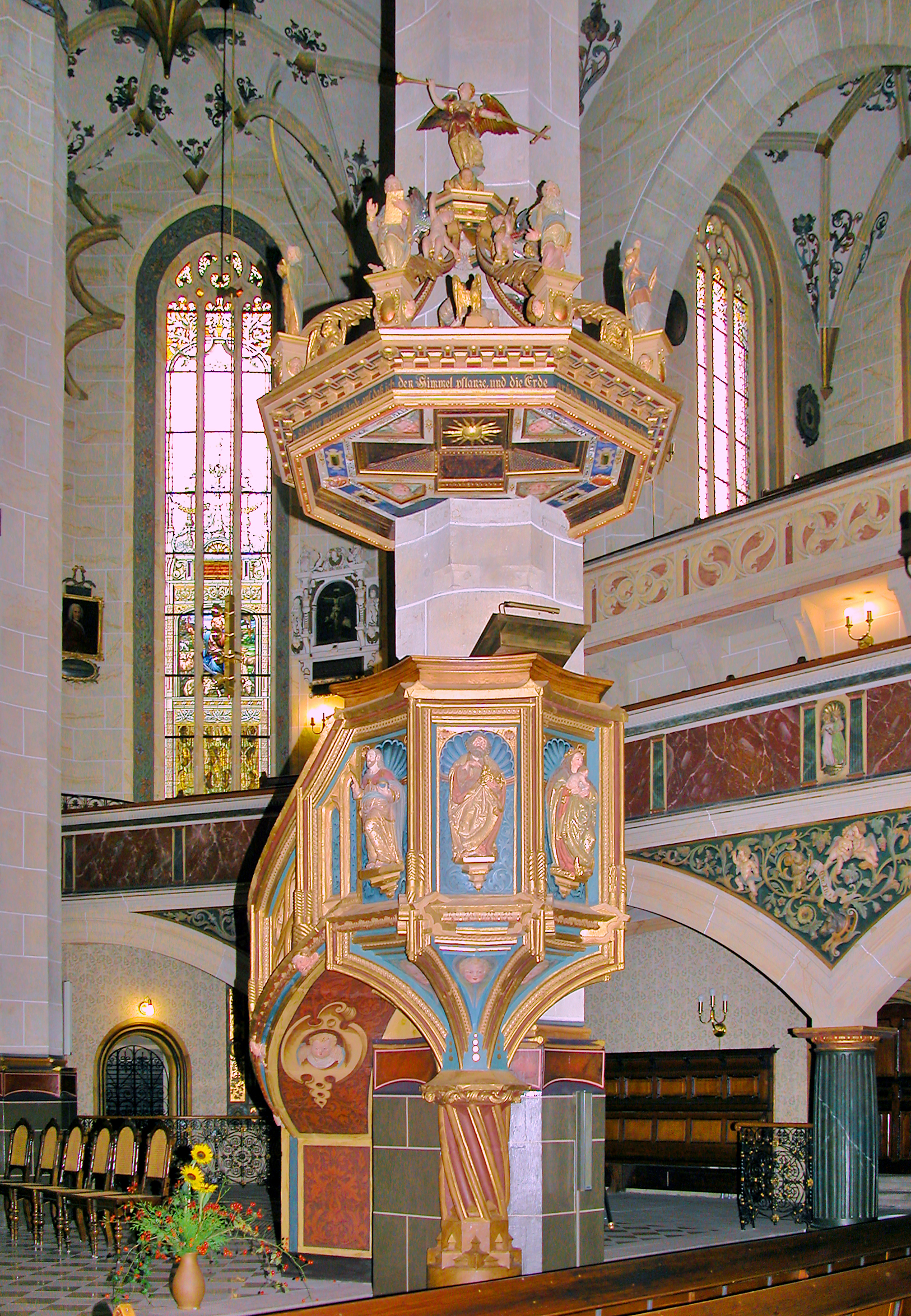
Кафедра (1520)
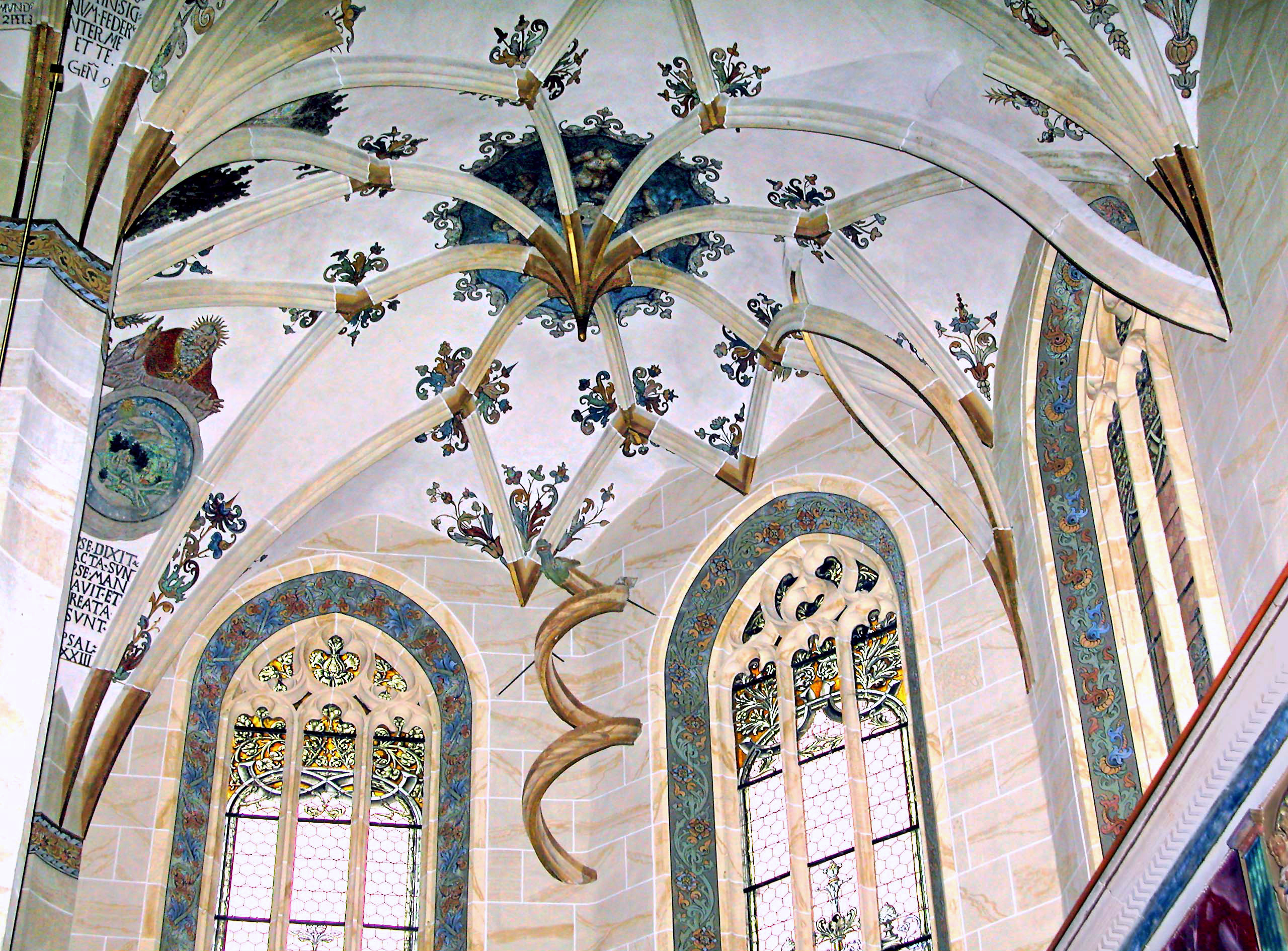
Спиралевидное ребро свода
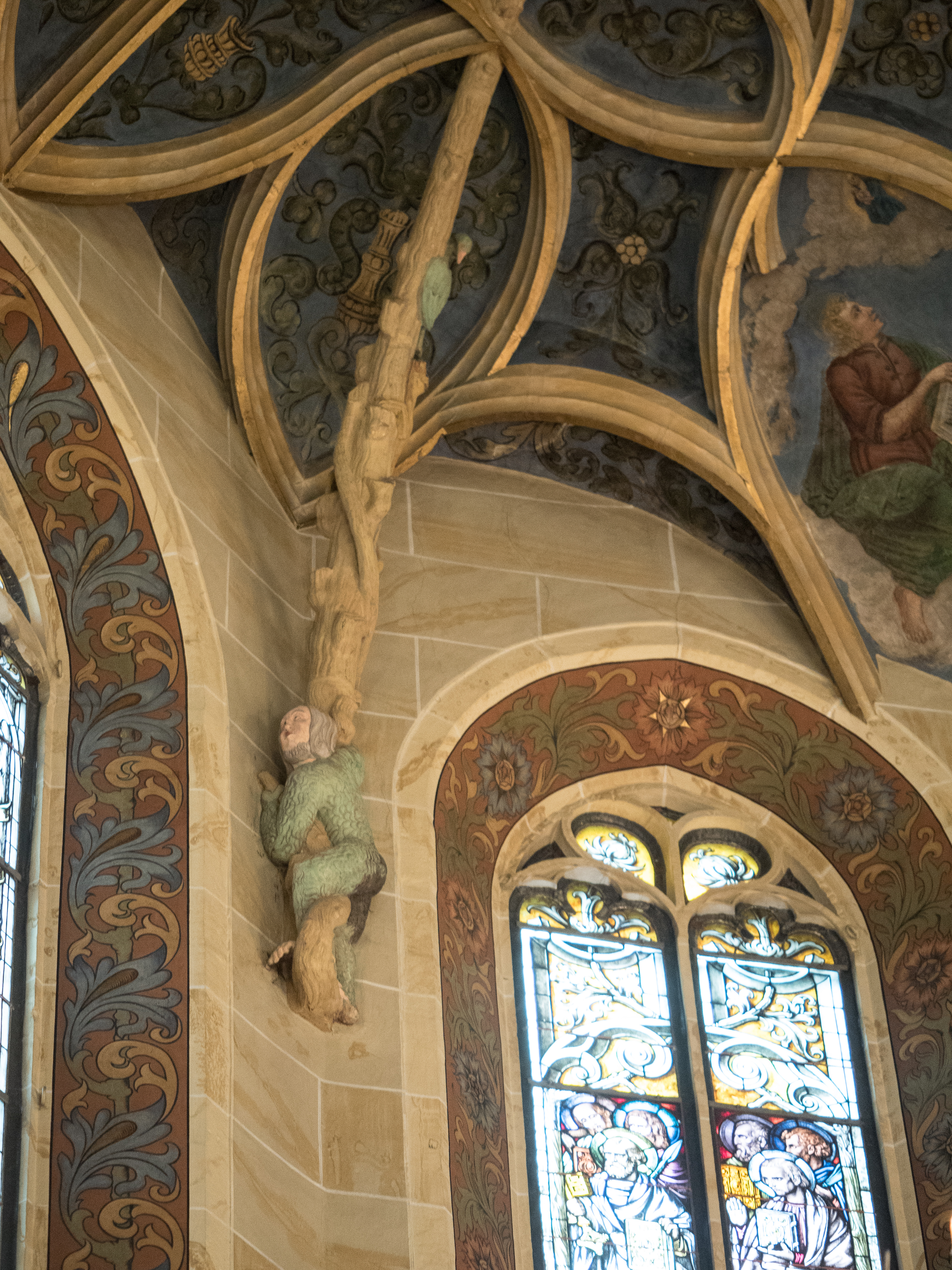
Ребро свода в виде ветви с фигурой человека
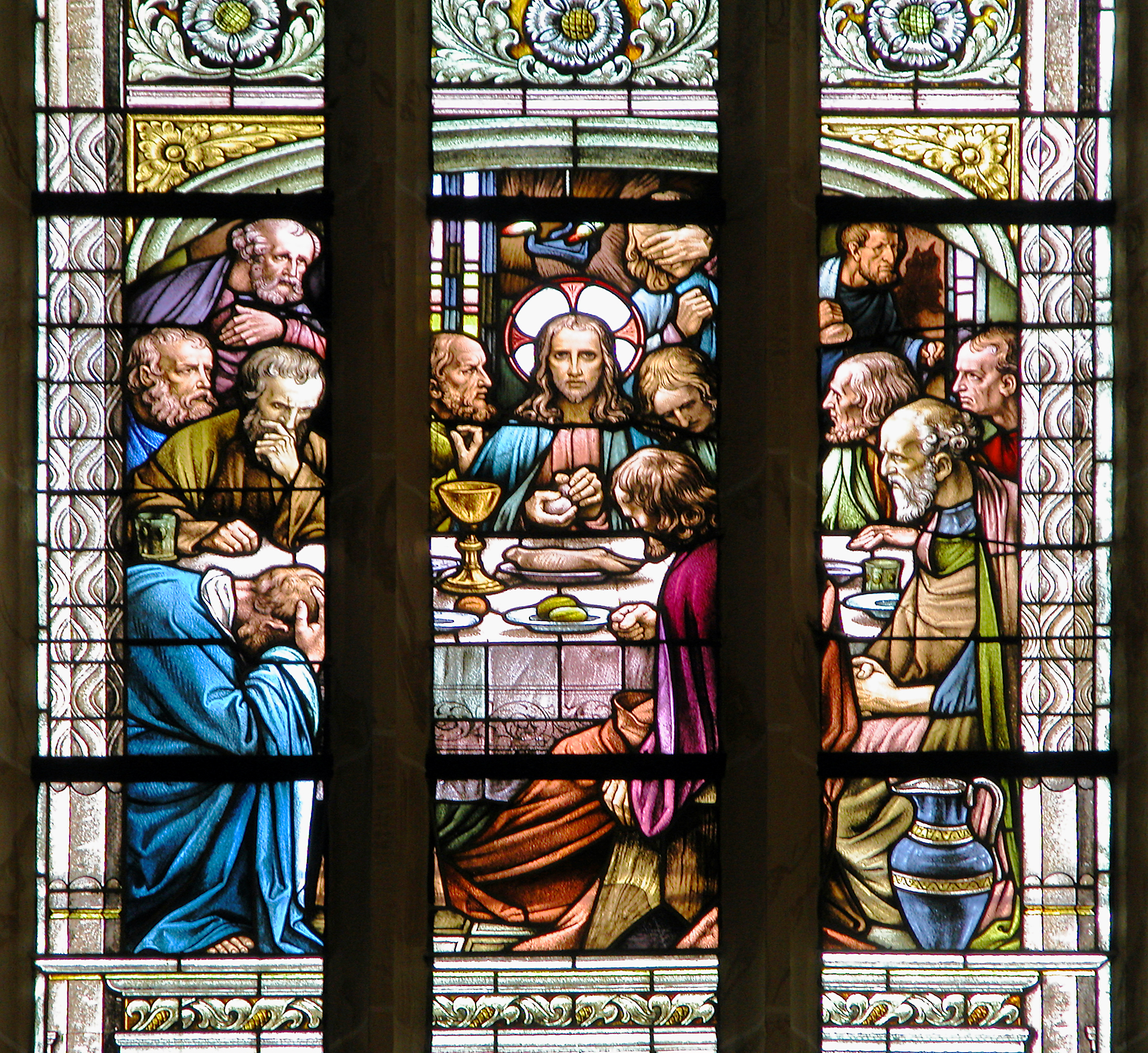
Фрагмент одного из витражей

## Колокольня
60 метровая колокольня была пристроена к предыдущему зданию церкви в 1466—1479 гг. При строительстве новой церкви её решили сохранить и пристроить к ней новое здание храма. Барочный шпиль был надстроен в XVIII веке. В 1994 года в колокольню был возвращен единственный в Саксонии семиголосный колокол. Вплоть до начала XX века в башне жили звонари и по совместительству смотрители церкви.

## Орган

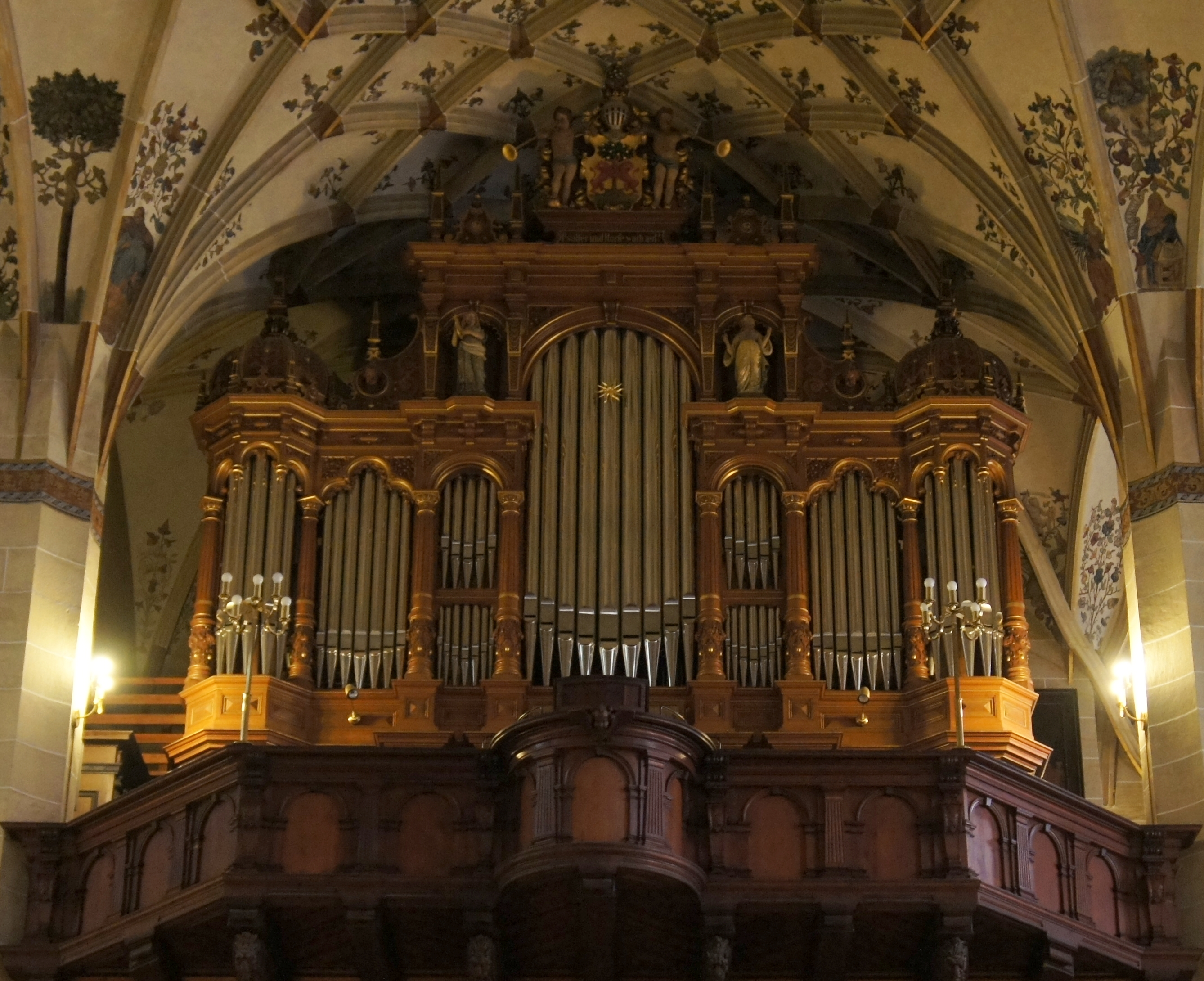
Орган церкви

Орган для церкви был построен в 1842 году дрезденским мастером Фридрихом Николаусом Яном. Инструмент изначально имел 44 регистра на двух мануалах и педали.
В период с 1889 по 1891 год орган был отреставрирован.
В 1920-х годах органный мастер Иоганнес Ян расширил орган до 56 регистров и оснастил инструмент пневматическим тоном.
В 1978—1979 гг. инструмент был капитально отремонтирован компанией «Herman Eule» (Баутцен).
В 2005 году орган был вновь капитально отремонтирован.